# Deutsche Dreiband-Meisterschaft 1976/77

Veranstaltungsort: Hamburg

Die Deutsche Dreiband-Meisterschaft 1976/77 (DDM) war die 43. Ausgabe dieser Turnierserie und fand vom 9. bis 12. Dezember 1976 in Hamburg statt.

## Geschichte
Wegen Planungsfehlern in der Vorgeschichte wurde die Meisterschaft umdisponiert und kurzfristig nach Hamburg vergeben. Die Vorgaben der DBB waren, eine bestimmte Anzahl von Spielern auf den drei (Roll-)Tischen des DBB in vier Tagen durchzuführen. Da die Partiezahl nicht stimmte, musste kurzfristig umgeplant werden, eine Lösung für die Planungsfehler kam erst eine Stunde vor Turnierbeginn zustande.

## Modus
Die Spieler wurden in vier Gruppen à vier Spieler eingeteilt (GR). Das Spielsystem wurde zum Vorjahr erneut geändert, weg vom Satzsystem und wieder zurück zum Distanzspiel auf 60 Punkten, Jeder-gegen-Jeden. Die Gruppensieger und die beiden Durchschnittsbesten kamen in die Finalrunde, ebenfalls Jeder-gegen-Jeden, ohne gesondertem Finale oder Spiel um Platz 3. Die Endplatzierung ergab sich aus den Matchpunkten (MP). Das gesamte Turnier wurde mit Nachstoß gespielt.

### Gruppeneinteilung
Nach dem Ausgangsklessement ergaben sich folgende Gruppeneinteilungen:
| Gruppe A       | Gruppe B       | Gruppe C             | Gruppe D            |
| -------------- | -------------- | -------------------- | ------------------- |
| Dieter Häring  | Günter Siebert | Joseph Bücken        | Hans-Jürgen Kühl    |
| Gert Tiedtke   | Peter Kuhring  | Peter Sporer         | Jürgen Sedello      |
| Dieter Müller  | Hans Ehl       | Rolf Göring          | Wolfgang Geukes     |
| Richard Biener | Hans Kessler   | Udo Kleine-Weischede | Siegfried Spielmann |

## Turnierverlauf

### Vorrunde

#### Gruppe A
In der ersten Gruppe hatte der Titelverteidiger Dieter Müller aus Berlin in der Partie gegen den Münchener Richard Biener Schwierigkeiten, spielte gegen Gert Tiedtke ein Remis und verlor schließlich gegen seinen Clubkameraden Dieter Häring (Deutscher Meister von 1970) mit 38:60. Er schied damit bereits in der Vorrunde aus und konnte sich nicht für die  Dreiband-Europameisterschaft 1977 in Lausanne qualifizieren. Häring ging als Gruppensieger hervor. Tiedke wurde Zweiter, konnte aber wegen des schlechteren Durchschnitts trotzdem nicht an der Finalrunde teilnehmen.
| # | Name           | MP  | GD    | BED   | HS |
| - | -------------- | --- | ----- | ----- | -- |
| 1 | Dieter Häring  | 4:2 | 0,750 | 0,810 | 6  |
| 2 | Gert Tiedtke   | 3:3 | 0,715 | 0,750 | 7  |
| 3 | Dieter Müller  | 3:3 | 0,711 | 0,895 | 6  |
| 4 | Richard Biener | 2:4 | 0,688 | 0,714 | 8  |

| MP    | Match Punkte (Sieger = 2; Unentschieden = 1; Verlierer = 0) |
| SV    | Satzverhältnis (nur bei Turnieren im Satzsystem)            |
| Pkte. | Erzielte Karambolagen                                       |
| Aufn. | benötigte Aufnahmen                                         |
| GD    | Generaldurchschnitt                                         |
| MGD   | Mannschafts-Generaldurchschnitt                             |
| BED   | Bester Einzeldurchschnitt eines Spielers                    |
| BEMD  | Bester Einzeldurchschnitt einer Mannschaft                  |
| BSD   | Bester Satzdurchschnitt eines Spielers                      |
| HS    | Höchstserie                                                 |
| WRP   | Weltranglistenpunkte                                        |

#### Gruppe B
Günter Siebert aus Hattingen spielte souverän und gewann alle Matches. Der Berliner Peter Kuhring stellte die Turnierhöchstserie von 11 auf mit einem Einzeldurchschnitt (ED) von 0,909 und erreichte den zweiten Platz. Aufgrund des schwächeren Generaldurchschnitt (GD) war das allerdings nicht ausreichend für die Teilnahme an der Finalrunde. Ohne Sieg und mit geringer Turniererfahrung belegte der Saarländer Hans Kessler den letzten Platz.
| # | Name           | MP  | GD    | BED   | HS |
| - | -------------- | --- | ----- | ----- | -- |
| 1 | Günter Siebert | 6:0 | 0,786 | 0,983 | 5  |
| 2 | Peter Kuhring  | 3:3 | 0,718 | 0,909 | 11 |
| 3 | Hans Ehl       | 3:3 | 0,706 | 0,789 | 5  |
| 4 | Hans Kessler   | 0:6 | 0,550 | –     | 6  |

| MP    | Match Punkte (Sieger = 2; Unentschieden = 1; Verlierer = 0) |
| SV    | Satzverhältnis (nur bei Turnieren im Satzsystem)            |
| Pkte. | Erzielte Karambolagen                                       |
| Aufn. | benötigte Aufnahmen                                         |
| GD    | Generaldurchschnitt                                         |
| MGD   | Mannschafts-Generaldurchschnitt                             |
| BED   | Bester Einzeldurchschnitt eines Spielers                    |
| BEMD  | Bester Einzeldurchschnitt einer Mannschaft                  |
| BSD   | Bester Satzdurchschnitt eines Spielers                      |
| HS    | Höchstserie                                                 |
| WRP   | Weltranglistenpunkte                                        |

#### Gruppe C
Gruppenfavorit Joseph Bücken kam ohne Matchverlust in die Finalrunde. Peter Sporer konnte zwei Matches mitnehmen und kam mit dem besten Durchschnitt als Gruppenzweiter in die Endrunde. Göring und Kleine-Weischede schieden aus.
| # | Name                 | MP  | GD    | BED   | HS |
| - | -------------------- | --- | ----- | ----- | -- |
| 1 | Joseph Bücken        | 6:0 | 0,895 | 1,034 | 8  |
| 2 | Peter Sporer         | 4:2 | 0,770 | 0,779 | 8  |
| 3 | Rolf Göring          | 2:4 | 0,633 | 0,674 | 5  |
| 4 | Udo Kleine-Weischede | 0:6 | 0,568 | –     | 5  |

| MP    | Match Punkte (Sieger = 2; Unentschieden = 1; Verlierer = 0) |
| SV    | Satzverhältnis (nur bei Turnieren im Satzsystem)            |
| Pkte. | Erzielte Karambolagen                                       |
| Aufn. | benötigte Aufnahmen                                         |
| GD    | Generaldurchschnitt                                         |
| MGD   | Mannschafts-Generaldurchschnitt                             |
| BED   | Bester Einzeldurchschnitt eines Spielers                    |
| BEMD  | Bester Einzeldurchschnitt einer Mannschaft                  |
| BSD   | Bester Satzdurchschnitt eines Spielers                      |
| HS    | Höchstserie                                                 |
| WRP   | Weltranglistenpunkte                                        |

#### Gruppe D
Hans-Jürgen Kühl gewann alle Matches und kam damit ins Finale. Der Meisterschaftsneuling Jürgen Sedello aus Bochum kam mit dem zweitbesten Durchschnitt als Zweitplatzierter in die Finalrunde. Spielmann konnte nicht in seine Spiele finden, verlor alle Matches und war schied damit gemeinsam mit Geukes aus.
| # | Name                | MP  | GD    | BED   | HS |
| - | ------------------- | --- | ----- | ----- | -- |
| 1 | Hans-Jürgen Kühl    | 6:0 | 0,782 | 0,869 | 8  |
| 2 | Jürgen Sedello      | 4:2 | 0,741 | 0,770 | 5  |
| 3 | Wolfgang Geukes     | 2:4 | 0,629 | 0,722 | 4  |
| 4 | Siegfried Spielmann | 0:6 | 0,700 | –     | 5  |

| MP    | Match Punkte (Sieger = 2; Unentschieden = 1; Verlierer = 0) |
| SV    | Satzverhältnis (nur bei Turnieren im Satzsystem)            |
| Pkte. | Erzielte Karambolagen                                       |
| Aufn. | benötigte Aufnahmen                                         |
| GD    | Generaldurchschnitt                                         |
| MGD   | Mannschafts-Generaldurchschnitt                             |
| BED   | Bester Einzeldurchschnitt eines Spielers                    |
| BEMD  | Bester Einzeldurchschnitt einer Mannschaft                  |
| BSD   | Bester Satzdurchschnitt eines Spielers                      |
| HS    | Höchstserie                                                 |
| WRP   | Weltranglistenpunkte                                        |

### Finalrunde
Nach drei von fünf Runden zeichnete sich ab, dass entweder Joseph Bücken oder Günter Siebert Deutscher Meister werden konnten, da die Durchschnitte absanken und sich die Konkurrenten gegenseitig die Punkte abnahmen.
Spannung kam ins Finale, als Bücken gegen Häring sowie Siebert gegen Kühl verloren und die Plätze 1–5 noch nicht eindeutig ausgespielt waren. Peter Sporer war bis dahin ohne Siegpunkt auf dem letzten Platz.
Mit 60:31 in 46 Aufnahmen sicherte sich schließlich Siebert im besten Match des Turniers den Meistertitel, in dem er auch den Serienrekord von Peter Kuhring mit 11 einstellte. Ihm war damit die Teilnahme an der EM im kommenden Januar sicher.
Überraschend war außerdem der 60:50-Sieg von Sedello gegen Kühl. Damit wurde Sedello als Erstteilnehmer Vizemeister, den dritten Platz belegt Dieter Häring.

## Abschlusstabelle
Die Ergebnisse der Finalrundenteilnehmer weisen in den Matchpunkten und dem Gesamtdurchschnitt nur die Ergebnisse der Endrunde auf, die Ergebnisse der Vorrunde wurden bei den Plätzen 1–6 nicht mit in die Wertung genommen.
| MP    | Match Points (Sieger = 2; Unentschieden = 1; Verlierer = 0) |
| Pkte. | Erzielte Karambolagen                                       |
| Aufn. | Benötigte Versuche                                          |
| GD    | Generaldurchschnitt                                         |
| BED   | Bester Einzeldurchschnitt eines Spielers                    |
| HS    | Höchstserie                                                 |
|       | Bester GD des Turniers                                      |
|       | Bester ED des Turniers                                      |
|       | Beste HS des Turniers                                       |
|       | 1. Platz (Gold)                                             |
|       | 2. Platz (Silber)                                           |
|       | 3. Platz (Bronze)                                           |

| Final- runde  | 1  | Günter Siebert (Altenessen)      | 8:2  | 0,814 | 1,304 | 11 |
| Final- runde  | 2  | Jürgen Sedello (Bochum)          | 6:4  | 0,786 | 0,895 | 9  |
| Final- runde  | 3  | Dieter Häring (Berlin)           | 6:4  | 0,694 | 0,759 | 6  |
| Final- runde  | 4  | Joseph Bücken (Aachen)           | 6:4  | 0,690 | 0,800 | 8  |
| Final- runde  | 5  | Hans-Jürgen Kühl (Krefeld)       | 4:6  | 0,709 | 0,895 | 8  |
| Final- runde  | 6  | Peter Sporer (München)           | 0:10 | 0,625 | -     | 8  |
| Gruppen runde | 7  | Peter Kuhring (Berlin)           | 3:3  | 0,718 | 0,909 | 11 |
| Gruppen runde | 8  | Gert Tiedtke (Köln)              | 3:3  | 0,715 | 0,750 | 7  |
| Gruppen runde | 9  | Dieter Müller (Berlin)           | 3:3  | 0,711 | 0,895 | 6  |
| Gruppen runde | 10 | Hans Ehl (Velbert)               | 3:3  | 0,706 | 0,789 | 5  |
| Gruppen runde | 11 | Rolf Göring (Mannheim)           | 2:4  | 0,633 | 0,674 | 5  |
| Gruppen runde | 12 | Wolfgang Geukes (Neustadt)       | 2:4  | 0,629 | 0,722 | 4  |
| Gruppen runde | 13 | Richard Biener (München)         | 2:4  | 0,688 | 0,714 | 8  |
| Gruppen runde | 14 | Siegfried Spielmann (Düsseldorf) | 0:6  | 0,700 | –     | 5  |
| Gruppen runde | 15 | Udo Kleine-Weischede (Köln)      | 0:6  | 0,568 | –     | 5  |
| Gruppen runde | 16 | Hans Kessler (Saarbrücken)       | 0:6  | 0,550 | –     | 6  |